# Commandant Korps Commandotroepen
Commandant Korps Commandotroepen (C-KCT) is de hoogste militair binnen het Korps Commandotroepen en is een directe ondercommandant van de Commandant Landstrijdkrachten (C-LAS). Het Korps Commandotroepen is een voortzetting van de verschillende commando eenheden uit de Nederlandse geschiedenis zoals No. 2 Dutch Troop, Regiment Speciale Troepen, Korps Speciale Troepen, Korps Insulinde, Depot Speciale Troepen, 1e Parachutisten Compagnie, School Opleiding Parachutisten in voormalig Nederlands Indië en Stormschool Bloemendaal.  
De functie wordt sinds 2000 bekleed door militairen in de rang van kolonel.

## Commandanten
| Jaar        | Naam                          | Rang              | Eenheid                                              |            |
| ----------- | ----------------------------- | ----------------- | ---------------------------------------------------- | ---------- |
| 1942 - 1943 | P.J. Mulders                  | Kapitein          | No. 2 Dutch Troop                                    |            |
| 1943 - 1945 | Jan Linzel                    | Kapitein          |                                                      |            |
| 1943 - 1945 | H.G.C. Pel                    | Luitenant Kolonel | Korps Insulinde                                      |            |
| 1946 - 1948 | C. Sisselaar                  | Kapitein          | School Opleiding Parachutisten(SOP)                  |            |
| 1948 - 1949 | N.J. de Koning                | Kapitein          |                                                      |            |
| 1947 - 1948 | C. Sisselaar                  | Kapitein          | 1e Parachutisten Compagnie/Paragevechtsgroep         |            |
| 1948 - 1949 | W.D.H. Eekhout                | Kapitein          |                                                      |            |
| 1946        | W.J. Scheepens                | Kapitein          | (Depot/Korps/Regiment Speciale Troepen (DST/KST/RST) |            |
| 1946 - 1948 | R.P.P. Westerling             | Kapitein          |                                                      |            |
| 1948 - 1949 | W.C.A. van Beek               | Luitenant Kolonel |                                                      |            |
| 1949 - 1950 | J.J.F. Borghouts RMWO         | Luitenant Kolonel |                                                      |            |
| 1945 - 1950 | J.H.A.K Gualthérie van Weezel | Luitenant Kolonel | Stormschool Bloemendaal                              |            |
| 1950 - 1952 | J.H.A.K Gualthérie van Weezel | Luitenant Kolonel | Korps Commandotroepen(KCT)                           |            |
| 1952 - 1954 | T. Beets                      | Luitenant Kolonel |                                                      |            |
| 1954 - 1955 | H.O.L.L Holl                  | Luitenant Kolonel |                                                      |            |
| 1955        | E.R.d'Engelbronner            | Luitenant Kolonel |                                                      |            |
| 1955 - 1959 | P. de Bruin                   | Luitenant Kolonel |                                                      |            |
| 1959        | G.J. Horsthuis                | Majoor            |                                                      | Waarnemend |
| 1959 - 1961 | J.H Ranft                     | Luitenant Kolonel |                                                      |            |
| 1961 - 1962 | N.J. de Koning                | Luitenant Kolonel |                                                      |            |
| 1962 - 1965 | G.J. Horsthuis                | Luitenant Kolonel |                                                      |            |
| 1965        | C.L. Trieling                 | Luitenant Kolonel |                                                      |            |
| 1965 - 1971 | J.C. van Woerden              | Luitenant Kolonel |                                                      |            |
| 1971 - 1974 | P.W. van Dort                 | Luitenant Kolonel |                                                      |            |
| 1974 - 1976 | J.C. Constandse               | Luitenant Kolonel |                                                      |            |
| 1976 - 1977 | A.C.A. Sijstermans            | Majoor            |                                                      |            |
| 1977 - 1978 | B. van Tussenbroek            | Luitenant Kolonel |                                                      |            |
| 1978        | L.J. van der Zee              | Majoor            |                                                      | Waarnemend |
| 1978 - 1981 | B. van Tussenbroek            | Luitenant Kolonel |                                                      |            |
| 1981 - 1983 | W.J.H. Leunissen              | Luitenant Kolonel |                                                      |            |
| 1983 - 1986 | F.D.M. Lijten                 | Luitenant Kolonel |                                                      |            |
| 1986 - 1989 | D. Verbruggen                 | Luitenant Kolonel |                                                      |            |
| 1989 - 1992 | F.R.J. Knetsch                | Luitenant Kolonel |                                                      |            |
| 1992 - 1995 | J.R. Eerhart                  | Luitenant Kolonel |                                                      |            |
| 1995 - 1998 | H.G. Dekker                   | Luitenant Kolonel |                                                      |            |
| 1998 - 2002 | O.P. van Wiggen               | Kolonel           |                                                      |            |
| 2002 - 2005 | M. van Uhm                    | Kolonel           |                                                      |            |
| 2005 - 2009 | C. Vollaard                   | Kolonel           |                                                      |            |
| 2005        | R. Robbemond                  | Luitenant Kolonel |                                                      | Waarnemend |
| 2009 - 2012 | R.J. Querido                  | Kolonel           |                                                      |            |
| 2010 - 2011 | A. Vlijm                      | Luitenant Kolonel |                                                      | Waarnemend |
| 2012 - 2016 | J. Swillens                   | Kolonel           |                                                      |            |
| 2016-2018   | J. Groen                      | Kolonel           |                                                      |            |
| 2018-2020   | R. van den Berg               | Kolonel           |                                                      |            |
| 2020-heden  | P. Janssen                    | Kolonel           |                                                      |            |